# جام در جام اروپا ۹۱–۱۹۹۰
فصل ۹۱–۱۹۹۰، از مسابقات فوتبال جام برندگان جام اروپا، با برتری ۲ بر ۱ منچستر یونایتد مقابل بارسلونا، در فینال این رقابت‌ها و در ورزشگاه دکویپ به پایان رسید.

## دور انتخابی
| تیم ۱          | نتیجه‌نهایی | تیم ۲                      | بازی رفت | بازی برگشت |
| -------------- | ---------- | -------------------------- | -------- | ---------- |
| Bray Wanderers | 1–3        | باشگاه فوتبال ترابزون‌اسپور | 1–1      | 0–2        |

## دور اول

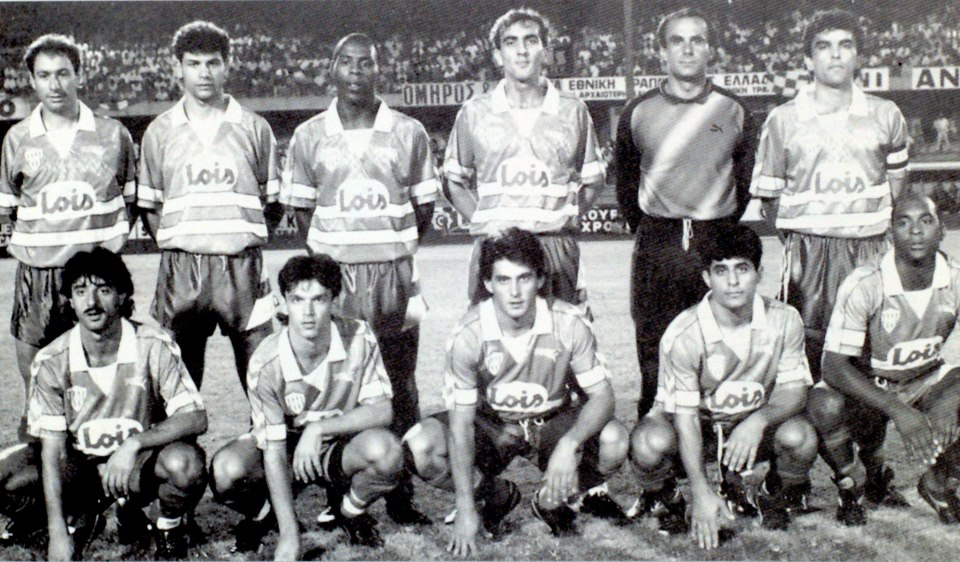
عکس تیمی نئا سالامیس فاماگوستادر مقابل آبردین در ورزشگاه سیریو در لیماسول.

| تیم ۱                               | نتیجه‌نهایی                       | تیم ۲                         | بازی رفت | بازی برگشت      |
| ----------------------------------- | -------------------------------- | ----------------------------- | -------- | --------------- |
| باشگاه فوتبال نئا سالامیس فاماگوستا | ۰–۵                              | باشگاه فوتبال آبردین          | 0–2      | 0–3             |
| باشگاه فوتبال لگیا ورشو             | 6–0                              | Swift Hesperange              | 3–0      | 3–0             |
| باشگاه فوتبال المپیاکوس             | 5–1                              | KS Flamurtari                 | 3–1      | 2–0             |
| باشگاه فوتبال کایزرسلاوترن          | 1–2                              | باشگاه فوتبال سمپدوریا        | 1–0      | 0–2             |
| باشگاه فوتبال منچستر یونایتد        | 3–0                              | Pécsi Mecsek                  | 2–0      | 1–0             |
| باشگاه فوتبال رکسهام                | 1–0                              | Lyngby BK                     | 0–0      | 1–0             |
| باشگاه فوتبال مون‌پلیه               | 1–0                              | باشگاه فوتبال پی‌اس‌وی آیندهوون | 1–0      | 0–0             |
| باشگاه فوتبال گلنتوران              | 1–6                              | Steaua București              | 1–1      | 0–5             |
| باشگاه فوتبال کوپیون پالوسئورا      | 2–6                              | باشگاه فوتبال دینامو کی‌یف     | 2–2      | 0–4             |
| Sliema Wanderers                    | 1–4                              | دوکلا پراگ                    | 1–2      | 0–2             |
| باشگاه فوتبال فرم                   | 4–1                              | باشگاه فوتبال دیورگاردن       | 3–0      | 1–1             |
| باشگاه فوتبال ترابزون‌اسپور          | 3–7                              | باشگاه فوتبال بارسلونا        | 1–0      | 2–7             |
| باشگاه فوتبال وایکینگ               | 0–5                              | Liège                         | 0–2      | 0–3             |
| Estrela da Amadora                  | 2–2 (4–3 ضربات پنالتی (فوتبال))† | Neuchâtel Xamax               | 1–1      | 1–1 (وقت اضافه) |
| PSV Schwerin                        | 0–2                              | باشگاه فوتبال آستریا وین      | 0–2      | 0–0             |
| Sliven                              | 1–8                              | باشگاه فوتبال یوونتوس         | 0–2      | 1–6             |

## دور دوم
| تیم ۱                        | نتیجه‌نهایی | تیم ۲                   | بازی رفت | بازی برگشت |
| ---------------------------- | ---------- | ----------------------- | -------- | ---------- |
| باشگاه فوتبال آبردین         | 0–1        | باشگاه فوتبال لگیا ورشو | 0–0      | 0–1        |
| باشگاه فوتبال المپیاکوس      | 1–4        | باشگاه فوتبال سمپدوریا  | 0–1      | 1–3        |
| باشگاه فوتبال منچستر یونایتد | 5–0        | باشگاه فوتبال رکسهام    | 3–0      | 2–0        |
| باشگاه فوتبال مون‌پلیه        | 8–0        | Steaua București        | 5–0      | 3–0        |
| باشگاه فوتبال دینامو کی‌یف    | 3–2        | دوکلا پراگ              | 1–0      | 2–2        |
| باشگاه فوتبال فرم            | 1–5        | باشگاه فوتبال بارسلونا  | 1–2      | 0–3        |
| Liège                        | 2–1        | Estrela de Amadora      | 2–0      | 0–1        |
| باشگاه فوتبال آستریا وین     | 0–8        | باشگاه فوتبال یوونتوس   | 0–4      | 0–4        |

## یک‌چهارم نهایی
| تیم ۱                        | نتیجه‌نهایی | تیم ۲                  | بازی رفت | بازی برگشت |
| ---------------------------- | ---------- | ---------------------- | -------- | ---------- |
| باشگاه فوتبال لگیا ورشو      | 3–2        | باشگاه فوتبال سمپدوریا | 1–0      | 2–2        |
| باشگاه فوتبال منچستر یونایتد | 3–1        | باشگاه فوتبال مون‌پلیه  | 1–1      | 2–0        |
| باشگاه فوتبال دینامو کی‌یف    | 3–4        | باشگاه فوتبال بارسلونا | 2–3      | 1–1        |
| Liège                        | 1–6        | باشگاه فوتبال یوونتوس  | 1–3      | 0–3        |

## نیمه‌نهایی
| تیم ۱                   | نتیجه‌نهایی | تیم ۲                        | بازی رفت | بازی برگشت |
| ----------------------- | ---------- | ---------------------------- | -------- | ---------- |
| باشگاه فوتبال لگیا ورشو | 2–4        | باشگاه فوتبال منچستر یونایتد | 1–3      | 1–1        |
| باشگاه فوتبال بارسلونا  | 3–2        | باشگاه فوتبال یوونتوس        | 3–1      | 0–1        |

## فینال
| باشگاه فوتبال منچستر یونایتد | ۲–۱    | باشگاه فوتبال بارسلونا |
| ---------------------------- | ------ | ---------------------- |
| مارک هیوز ۶۷'، ۷۴'           | Report | رونالد کومان ۷۹'       |

## گلزنان برتر
| رتبه | بازیکن             | تیم                          | گل |
| ---- | ------------------ | ---------------------------- | -- |
| ۱    | روبرتو باجو        | باشگاه فوتبال یوونتوس        | ۹  |
| ۲    | هریستو استویچکوف   | باشگاه فوتبال بارسلونا       | ۶  |
| ۳    | Sergei Yuran       | باشگاه فوتبال دینامو کی‌یف    | ۵  |
| ۴    | دنی بوفین          | Liège                        | ۴  |
| ۴    | استیو بروس         | باشگاه فوتبال منچستر یونایتد | ۴  |
| ۴    | پیرلوئیجی کازیراگی | باشگاه فوتبال یوونتوس        | ۴  |
| ۴    | رونالد کومان       | باشگاه فوتبال بارسلونا       | ۴  |
| ۴    | برایان مک‌کلیر      | باشگاه فوتبال منچستر یونایتد | ۴  |
| ۹    | مارکو برانکا       | باشگاه فوتبال سمپدوریا       | ۳  |
| ۹    | مارک هیوز          | باشگاه فوتبال منچستر یونایتد | ۳  |
| ۹    | Roman Kosecki      | باشگاه فوتبال لگیا ورشو      | ۳  |
| ۹    | وویچخ کوالچیک      | باشگاه فوتبال لگیا ورشو      | ۳  |
| ۹    | اولگ سالنکو        | باشگاه فوتبال دینامو کی‌یف    | ۳  |
| ۹    | سالواتوره اسکیلاچی | باشگاه فوتبال یوونتوس        | ۳  |
| ۹    | Jacek Ziober       | باشگاه فوتبال مون‌پلیه        | ۳  |